# Колесниченко, Сергей Геннадьевич
Серге́й Генна́дьевич Колесниче́нко (укр. Сергій Геннадійович Колесниченко; род. 23 января 1987, Краснодон, Ворошиловградская область) — украинский футболист, полузащитник. Детский тренер в клубе «Севастополь».

## Биография
Воспитанник донецкого «Шахтёра». 31 октября 2004 года дебютировал в «Шахтёр-3» во Второй лиге в матче против «Горняк-Спорт» (3:1). С 2005 года по 2006 год выступал в дубле московского «Динамо». В 2007 году перешёл белорусский клуб «Дарида». В январе 2008 года побывал на просмотре в одесском «Черноморце», но команде не подошёл. Летом 2008 года мог перейти в «Александрию».
В октябре 2008 года перешёл в луганскую «Зарю». В команде дебютировал 17 октября 2008 года в матче против киевского «Динамо» (5:0). За команду провёл 23 матча. Затем выступал в алчевской «Стали».
Летом 2012 года перешёл в «Александрию». В команде взял 8 номер. В сезоне 2012/13 он вместе с командой стал бронзовым призёром Первой лиги Украины, клуб уступил лишь алчевской «Стали» и «Севастополю». Колесниченко принял участие в 13 играх. После окончания сезона перешёл в донецкий «Олимпик», но за команду так и не сыграл. В конце марта 2014 года подписал контракт со свердловским «Шахтёром». В новой команде взял 23 номер. Из-за разрыва крестообразной связки завершил карьеру футболиста.
В 2012 году окончил Луганский национальный университет по специальности «тренер по выбранному виду спорта». С 2014 года проживает в Севастополе. В 2016 году стал детским тренером в местном клубе «Олимпия». С 2018 года — тренер группы начальной подготовки в клубе «Севастополь».

## Достижения
- Бронзовый призёр Первой лиги Украины: 2012/13

## Статистика
| Сезон   | Клуб            | Лига         | Чемпионат | Чемпионат | Кубок | Кубок | Дубль | Дубль |
| Сезон   | Клуб            | Лига         | Игры      | Голы      | Игры  | Голы  | Игры  | Голы  |
| ------- | --------------- | ------------ | --------- | --------- | ----- | ----- | ----- | ----- |
| 2004/05 | Шахтёр-3        | Вторая лига  | 1         | 0         | —     | —     | —     | —     |
| 2005    | Динамо (Москва) | Премьер-лига | 0         | 0         | ?     | ?     | 12    | 0     |
| 2006    | Динамо (Москва) | Премьер-лига | 0         | 0         | ?     | ?     | 5     | 0     |
| 2007    | Дарида          | Высшая лига  | 17        | 0         | ?     | ?     | ?     | ?     |
| 2008    | Дарида          | Высшая лига  | 1         | 0         | ?     | ?     | ?     | ?     |
| 2008/09 | Заря (Луганск)  | Премьер-лига | 13        | 0         | 1     | 0     | 4     | 1     |
| 2009/10 | Заря (Луганск)  | Премьер-лига | 10        | 0         | 1     | 0     | 1     | 0     |